# 中井重義
中井 重義（なかい しげよし、1886年（明治19年）5月27日 - 1972年（昭和47年）3月9日）は、大日本帝国陸軍軍人。最終階級は陸軍少将。位階勲等は従四位勲三等。

## 経歴
香川県出身。陸軍士官学校第19期卒業。1917年（大正6年）8月、陸軍歩兵大尉に進級し、1923年（大正12年）9月時点で第11師団副官の任にあった。1924年（大正13年）8月、陸軍歩兵少佐に進級し、1926年（大正15年）3月に歩兵第8連隊大隊長に転じ、1927年（昭和2年）7月に第4師団司令部附となった。1929年（昭和4年）8月、陸軍歩兵中佐に進級し、1931年（昭和6年）3月、歩兵第78連隊附に移り、同年10月に第20師団副官に就任した。
1934年（昭和9年）8月、陸軍歩兵大佐進級と同時に静岡連隊区司令官に着任し、1936年（昭和11年）3月に歩兵第63連隊長（第10師団・歩兵第33旅団）に転じた。日中戦争勃発後の1937年（昭和12年）8月に天津方面に出動し、子牙河沿いを進撃して9月17日まで最前線で戦った。同年10月に留守第10師団司令部附（中部防衛司令部）となり、1938年（昭和13年）3月1日、陸軍少将進級と同時に待命となり、3月25日に予備役に編入された。
晩年は脳軟化症の治療に当たっていたが、 1972年（昭和47年）3月9日に死去。

## 親族
- 長男：中井重行 - 早稲田大学理工学部教授[2]